# The Jazz Workshop (San Francisco)

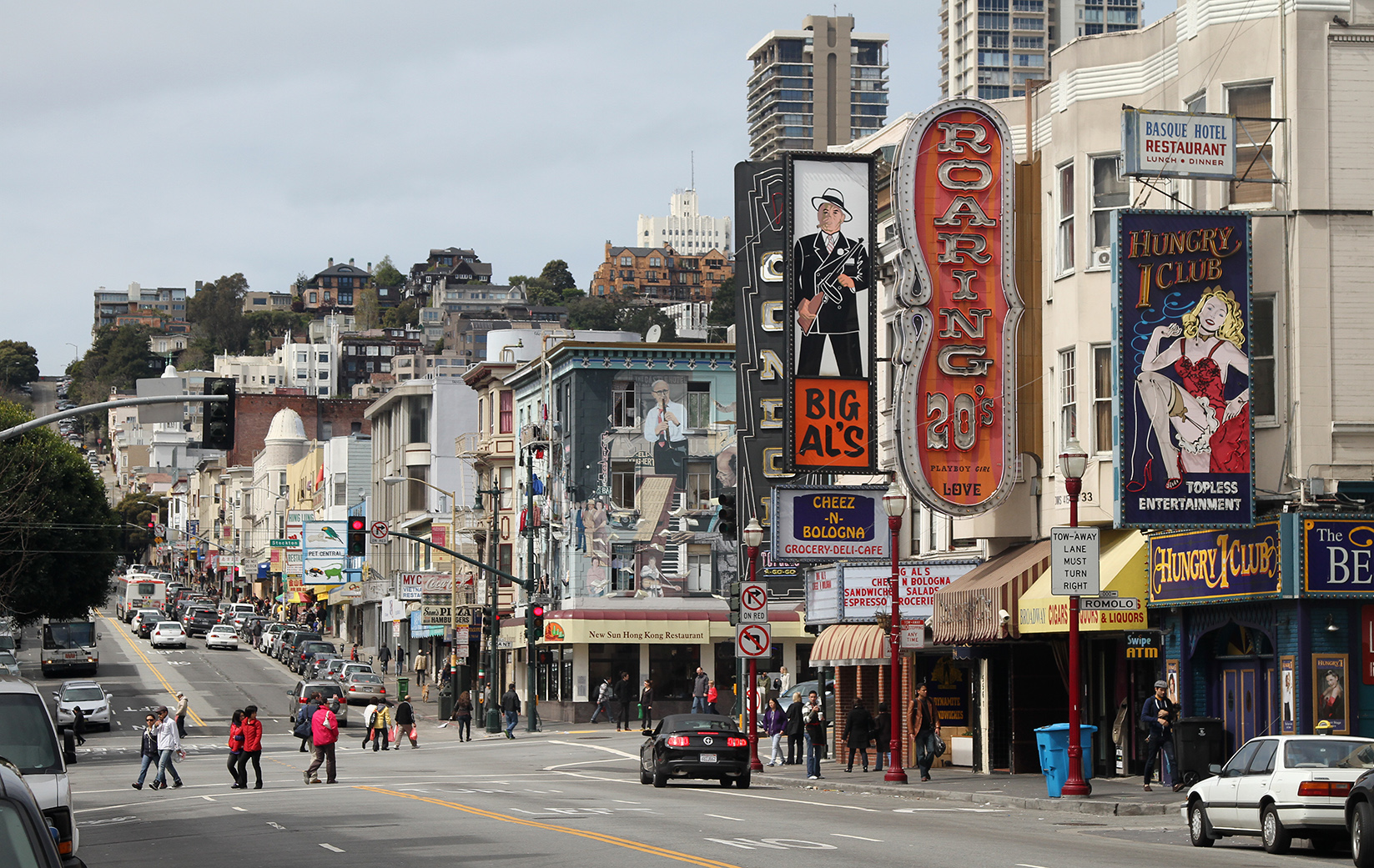
Broadway Street in San Francisco (2012)

The Jazz Workshop war ein Jazzclub in San Francisco, der von Ende der 1950er Jahre bis Ende der 1960er Jahre existierte und Anfang der 1960er Jahre als einer der bekanntesten Veranstaltungsorte für Jazz an der Westküste der USA galt.

## Geschichte des Clubs
The Jazz Workshop, gelegen 473 Broadway in San Francisco, war ein Jazzclub, in dem  Musiker des Modern Jazz auftraten, insbesondere seitdem der Black Hawk im Jahr 1963 geschlossen wurde. In dem Club konzertierten u. a. Art Blakey, Ornette Coleman, John Coltrane, Miles Davis und Sonny Rollins. Der Club war auch beliebter Treffpunkt von Künstlern und Literaten der Beat Generation; der Komödiant Lenny Bruce wurde im Club 1961 wegen Obzönitäten verhaftet. Eine Etage über dem Club befand sich von 1958 bis 1970 die Dilexi Galley, in der Avantgarde-Künstler wie John Chamberlain und Robert Morris ausstellten.
Der Erfolg der im Jazz Workshop für Riverside Records aufgenommenen Schallplatte The Cannonball Adderley Quintet in San Francisco 1959 beförderte die Karriere des Altsaxophonisten und machte den Club landesweit bekannt. Weitere Mitschnitte der Konzerte von Les McCann, Kenny Dorham, Barry Harris, The Mastersounds von Buddy und Monk Montgomery, James Moody, Jack McDuff, Thelonious Monk, Charles Mingus und George Duke erschienen auf Schallplatte.

## Diskographische Hinweise
- 1959 – The Cannonball Adderley Quintet in San Francisco (Riverside)
- 1960 – The Mastersounds Play Horace Silver at the Jazz Workshop (Pacific Jazz)
- 1961 –  Kenny Dorham und Jackie McLean: Inta Somethin’ (Toshiba)
- 1961 – Barry Harris: At the Jazz Workshop (Riverside)
- 1961 – James Moody: Cookin' The Blues (Argo)
- 1962 – Cannonball Adderley: The Jazz Workshop Revisited (Riverside)
- 1963 – Brother Jack McDuff: Brother Jack at the Jazz Workshop: Live! (Prestige)
- 1964 – Charles Mingus: Right Now: Live at the Jazz Workshop (Fantasy)
- 1964 – Thelonious Monk: Live at the Jazz Workshop (Columbia, ed. 1982)